# Carlinville
Carlinville és una població dels Estats Units a l'estat d'Illinois. Segons el cens del 2000 tenia 5.685 habitants.

## Demografia
Segons el cens del 2000, Carlinville tenia 5.685 habitants, 2.125 habitatges, i 1.393 famílies. La densitat de població era de 922 habitants/km².
Dels 2.125 habitatges en un 31,1% hi vivien nens de menys de 18 anys, en un 50,3% hi vivien parelles casades, en un 11,3% dones solteres, i en un 34,4% no eren unitats familiars. En el 30,1% dels habitatges hi vivien persones soles el 15,9% de les quals corresponia a persones de 65 anys o més que vivien soles. El nombre mitjà de persones vivint en cada habitatge era de 2,38 i el nombre mitjà de persones que vivien en cada família era de 2,96.
Per edats la població es repartia de la següent manera: un 23,4% tenia menys de 18 anys, un 12,8% entre 18 i 24, un 25,1% entre 25 i 44, un 19,4% de 45 a 60 i un 19,4% 65 anys o més.
L'edat mediana era de 37 anys. Per cada 100 dones de 18 o més anys hi havia 84,1 homes.
La renda mediana per habitatge era de 34.259 $ i la renda mediana per família de 39.693 $. Els homes tenien una renda mediana de 35.137 $ mentre que les dones 21.286 $. La renda per capita de la població era de 16.663 $. Aproximadament el 9% de les famílies i el 12,5% de la població estaven per davall del llindar de pobresa.

## Poblacions més properes
El següent diagrama mostra les poblacions més properes.